# Дарко Ђого
Дарко Ђого (Сарајево, 30. новембар 1983) српски је богослов, свештеник Српске православне цркве и декан Православног богословског факултета у Фочи. 
Отац му је Ристо Ђого. Објавио је више научних радова и теолошких есеја. 

## Дела
Аутор је четири књиге:
- Христос, митос, есхатон
- Гностички мит и мит о гностицизму
- Русь - руско-украјинско црквено питање
- Ево и ја сам са вама - увод и тумачење Јеванђеља по Матеју